# Liga dos Campeões da UEFA de 2020–21 – Fase de Grupos
A Fase de Grupos da Liga dos Campeões da UEFA de 2020–21 foi disputada entre 20 de outubro até em 9 de dezembro de 2020.  Um total de 32 equipes competiram nesta fase. Os vencedores e segundos colocados de cada grupo avançaram para a fase final.
Krasnodar, Midtjylland, İstanbul Başakşehir e Rennes fizeram sua estreia na fase de grupos.

## Sorteio
O sorteio para a fase de grupos foi realizado nos estúdios da RTS em Genebra na Suíça em 1 de outubro de 2020.
Os 32 times foram divididos em oito grupos de quatro, com a restrição que equipes da mesma federação não possam se enfrentar. Para o sorteio, as equipes foram divididas em quatro potes com base nos seguintes princípios (Regulamento Artigo 13.06):
- O pote 1 conteve os detentores dos títulos da Liga dos Campões e da Liga Europa, e os campeões das seis principais associações com base nos coeficientes de cada país da UEFA em 2019. Se um ou ambos os detentores do título forem um dos campeões das seis principais associações, os campeões da(s) próxima(s) associação(ões) com melhor classificação também serão colocados no Pote 1.
- Os potes 2, 3 e 4 conteram as equipes restantes, divididas com base nos coeficientes de clubes da UEFA em 2019.[4]

Em 17 de julho de 2014, o painel de emergência da UEFA decidiu que os clubes ucranianos e russos não se enfrentariam "até novo aviso" devido à situação política entre os países.
Além disso, para associações com duas ou mais equipes, as equipes foram emparelhadas para dividi-las em dois conjuntos de quatro grupos (A – D, E – H) para cobertura máxima de televisão. Os seguintes pares foram anunciados pela UEFA após a confirmação das equipas da fase de grupos:
- A Bayern de Munique e Borussia Dortmund
- B Sevilla e Atlético Madrid
- C Real Madrid e Barcelona
- D Liverpool e Manchester United
- E Juventus e Inter de Milão
- F Paris Saint-Germain e Olympique de Marseille
- G Zenit e Lokomotiv Moscou
- H Manchester City e Chelsea
- I Shakhtar Donetsk e Dínamo de Kiev
- J RB Leipzig e Borussia Mönchengladbach
- K Lazio e Atalanta
- Em cada rodada, um conjunto de quatro grupos joga as suas partidas na terça-feira, enquanto o outro conjunto de quatro grupos joga as suas partidas na quarta-feira, com os dois conjuntos de grupos alternando entre cada rodada.

## Times
| Pote 1              | Coef.   |
| ------------------- | ------- |
| Bayern de Munique   | 136.000 |
| Sevilla             | 102.000 |
| Real Madrid         | 134.000 |
| Liverpool           | 99.000  |
| Juventus            | 117.000 |
| Paris Saint-Germain | 113.000 |
| Zenit               | 64.000  |
| Porto               | 75.000  |

| Pote 2             | Coef.   |
| ------------------ | ------- |
| Barcelona          | 128.000 |
| Atlético de Madrid | 127.000 |
| Manchester City    | 116.000 |
| Manchester United  | 100.000 |
| Shakhtar Donetsk   | 85.000  |
| Borussia Dortmund  | 85.000  |
| Chelsea            | 83.000  |
| Ajax               | 69.500  |

| Pote 3            | Coef.  |
| ----------------- | ------ |
| Dínamo de Kiev    | 55.000 |
| Red Bull Salzburg | 53.500 |
| RB Leipzig        | 49.000 |
| Internazionale    | 44.000 |
| Olympiacos        | 43.000 |
| Lazio             | 41.000 |
| Krasnodar         | 35.500 |
| Atalanta          | 33.500 |

| Pote 4                   | Coef.  |
| ------------------------ | ------ |
| Lokomotiv Moscou         | 33.000 |
| Olympique de Marseille   | 31.000 |
| Brugge                   | 28.500 |
| Borussia Mönchengladbach | 26.000 |
| İstanbul Başakşehir      | 21.500 |
| Midtjylland              | 14.500 |
| Rennes                   | 14.000 |
| Ferencváros              | 9.000  |

## Grupos

### Grupo A
| Pos | Equipe             | Pts | J | V | E | D | GP | GC | SG  | Classificado                     |  | BAY | ATM | SAL | LMO |
| --- | ------------------ | --- | - | - | - | - | -- | -- | --- | -------------------------------- |  | --- | --- | --- | --- |
| 1   | Bayern de Munique  | 16  | 6 | 5 | 1 | 0 | 18 | 5  | +13 | Classificado às oitavas de final |  | —   | 4–0 | 3–1 | 2–0 |
| 2   | Atlético de Madrid | 9   | 6 | 2 | 3 | 1 | 7  | 8  | −1  | Classificado às oitavas de final |  | 1–1 | —   | 3–2 | 0–0 |
| 3   | Red Bull Salzburg  | 4   | 6 | 1 | 1 | 4 | 10 | 17 | −7  | Transferido para Liga Europa     |  | 2–6 | 0–2 | —   | 2–2 |
| 4   | Lokomotiv Moscou   | 3   | 6 | 0 | 3 | 3 | 5  | 10 | −5  | Eliminado                        |  | 1–2 | 1–1 | 1–3 | —   |

| 21 de outubro de 2020 | Red Bull Salzburg              | 2 – 2     | Lokomotiv Moscou          | Red Bull Arena, Salzburgo                    |
| 18:55                 | Szoboszlai 45' · Junuzović 50' | Relatório | Éder 19' · Lisakovich 75' | Público: 3 000 Árbitro: NED Serdar Gözübüyük |

| 21 de outubro de 2020 | Bayern de Munique                           | 4 – 0     | Atlético de Madrid | Allianz Arena, Munique                 |
| 21:00                 | Coman 28', 72' · Goretzka 41' · Tolisso 66' | Relatório |                    | Público: 0 Árbitro: ENG Michael Oliver |

| 27 de outubro de 2020 | Lokomotiv Moscou | 1 – 2     | Bayern de Munique          | Estádio Lokomotiv de Moscou, Moscou       |
| 18:55                 | Miranchuk 70'    | Relatório | Goretzka 13' · Kimmich 79' | Público: 8 196 Árbitro: ROU István Kovács |

| 27 de outubro de 2020 | Atlético de Madrid                 | 3 – 2     | Red Bull Salzburg                  | Estádio Metropolitano, Madrid          |
| 21:00                 | Llorente 29' · João Félix 52', 85' | Relatório | Szoboszlai 40' · Felipe 47' (g.c.) | Público: 0 Árbitro: ROU Ovidiu Hațegan |

| 3 de novembro de 2020 | Lokomotiv Moscou    | 1 – 1     | Atlético de Madrid | Estádio Lokomotiv de Moscou, Moscou        |
| 18:55                 | Miranchuk 25' (pen) | Relatório | Giménez 18'        | Público: 8 147 Árbitro: FRA Benoît Bastien |

| 3 de novembro de 2020 | Red Bull Salzburg        | 2 – 6     | Bayern de Munique                                                                             | Red Bull Arena, Salzburgo                |
| 21:00                 | Berisha 4' · Okugawa 66' | Relatório | Lewandowski 21' (pen), 88' · Kristensen 44' (g.c.) · Boateng 79' · Sané 83' · Hernández 90+2' | Público: 0 Árbitro: BLR Aleksei Kulbakov |

| 25 de novembro de 2020 | Bayern de Munique                      | 3 – 1     | Red Bull Salzburg | Allianz Arena, Munique                |
| 21:00                  | Lewandowski 43' · Coman 52' · Sané 68' | Relatório | Berisha 73'       | Público: 0 Árbitro: ISR Orel Grinfeld |

| 25 de novembro de 2020 | Atlético de Madrid | 0 – 0     | Lokomotiv Moscou | Estádio Metropolitano, Madrid         |
| 21:00                  |                    | Relatório |                  | Público: 0 Árbitro: SVN Slavko Vinčić |

| 1 de dezembro de 2020 | Lokomotiv Moscou     | 1 – 3     | Red Bull Salzburg              | Estádio Lokomotiv de Moscou, Moscou       |
| 18:55                 | Mirantchuk 79' (pen) | Relatório | Berisha 28', 41' · Adeyemi 81' | Público: 6 759 Árbitro: TUR Ali Palabıyık |

| 1 de dezembro de 2020 | Atlético de Madrid | 1 – 1     | Bayern de Munique | Estádio Metropolitano, Madrid          |
| 21:00                 | João Félix 26'     | Relatório | Müller 86' (pen)  | Público: 0 Árbitro: FRA Clément Turpin |

| 9 de dezembro de 2020 | Bayern de Munique            | 2 – 0     | Lokomotiv Moscou | Allianz Arena, Munique                 |
| 21:00                 | Süle 63' · Choupo-Moting 80' | Relatório |                  | Público: 0 Árbitro: SUI Sandro Schärer |

| 9 de dezembro de 2020 | Red Bull Salzburg | 0 – 2     | Atlético de Madrid         | Red Bull Arena, Salzburgo              |
| 21:00                 |                   | Relatório | Hermoso 39' · Carrasco 86' | Público: 0 Árbitro: ENG Anthony Taylor |

### Grupo B
| Pos | Equipe                   | Pts | J | V | E | D | GP | GC | SG | Classificado                     |  | RMA | BMG | SHK | INT |
| --- | ------------------------ | --- | - | - | - | - | -- | -- | -- | -------------------------------- |  | --- | --- | --- | --- |
| 1   | Real Madrid              | 10  | 6 | 3 | 1 | 2 | 11 | 9  | +2 | Classificado às oitavas de final |  | —   | 2–0 | 2–3 | 3–2 |
| 2   | Borussia Mönchengladbach | 8   | 6 | 2 | 2 | 2 | 16 | 9  | +7 | Classificado às oitavas de final |  | 2–2 | —   | 4–0 | 2–3 |
| 3   | Shakhtar Donetsk         | 8   | 6 | 2 | 2 | 2 | 5  | 12 | −7 | Transferido para Liga Europa     |  | 2–0 | 0–6 | —   | 0–0 |
| 4   | Internazionale           | 6   | 6 | 1 | 3 | 2 | 7  | 9  | −2 | Eliminado                        |  | 0–2 | 2–2 | 0–0 | —   |

1. 1 2  Pontos de confronto direto: Borussia Mönchengladbach 6, Shakhtar Donetsk 0.

| 21 de outubro de 2020 | Real Madrid                      | 2 – 3     | Shakhtar Donetsk                          | Estádio Alfredo Di Stéfano, Madrid      |
| 18:55                 | Modrić 54' · Vinícius Júnior 59' | Relatório | Tetê 29' · Varane 33' (g.c) · Solomon 42' | Público: 0 Árbitro: SRB Srđan Jovanović |

| 21 de outubro de 2020 | Internazionale  | 2 – 2     | Borussia Mönchengladbach           | Estádio San Siro, Milão                   |
| 21:00                 | Lukaku 49', 90' | Relatório | Bensebaini 63' (pen) · Hofmann 84' | Público: 1 000 Árbitro: NED Björn Kuipers |

| 27 de outubro de 2020 | Shakhtar Donetsk | 0 – 0     | Internazionale | Estádio Olímpico, Kiev                      |
| 18:55                 |                  | Relatório |                | Público: 10 178 Árbitro: BUL Georgi Kabakov |

| 27 de outubro de 2020 | Borussia Mönchengladbach | 2 – 2     | Real Madrid                  | Borussia-Park, Mönchengladbach        |
| 21:00                 | Thuram 33', 58'          | Relatório | Benzema 87' · Casimiro 90+3' | Público: 0 Árbitro: ISR Orel Grinfeld |

| 3 de novembro de 2020 | Shakhtar Donetsk | 0 – 6     | Borussia Mönchengladbach                                            | Estádio Olímpico, Kiev                   |
| 18:55                 |                  | Relatório | Pléa 8', 26', 78' · Bondar 17' (g.c.) · Bensebaini 44' · Stindl 65' | Público: 0 Árbitro: NED Serdar Gözübüyük |

| 3 de novembro de 2020 | Real Madrid                           | 3 – 2     | Internazionale             | Estádio Alfredo Di Stéfano, Madrid     |
| 21:00                 | Benzema 25' · Ramos 33' · Rodrygo 80' | Relatório | Martínez 35' · Perišić 68' | Público: 0 Árbitro: FRA Clément Turpin |

| 25 de novembro de 2020 | Borussia Mönchengladbach                                 | 4 – 0     | Shakhtar Donetsk | Borussia-Park, Mönchengladbach       |
| 18:55                  | Stindl 17' (pen) · Elvedi 34' · Embolo 45+1' · Wendt 77' | Relatório |                  | Público: 0 Árbitro: TUR Cüneyt Çakır |

| 25 de novembro de 2020 | Internazionale | 0 – 2     | Real Madrid                         | Estádio San Siro, Milão                |
| 21:00                  |                | Relatório | Hazard 7' (pen) · Hakimi 59' (g.c.) | Público: 0 Árbitro: ENG Anthony Taylor |

| 1 de dezembro de 2020 | Shakhtar Donetsk           | 2 – 0     | Real Madrid | Estádio Olímpico, Kiev                 |
| 18:55                 | Dentinho 57' · Solomon 82' | Relatório |             | Público: 0 Árbitro: ROU Ovidiu Hațegan |

| 1 de dezembro de 2020 | Borussia Mönchengladbach | 2 – 3     | Internazionale                | Borussia-Park, Mönchengladbach         |
| 21:00                 | Pléa 45+1', 76'          | Relatório | Darmian 17' · Lukaku 64', 73' | Público: 0 Árbitro: NED Danny Makkelie |

| 9 de dezembro de 2020 | Real Madrid     | 2 – 0     | Borussia Mönchengladbach | Estádio Alfredo Di Stéfano, Madrid    |
| 21:00                 | Benzema 9', 32' | Relatório |                          | Público: 0 Árbitro: NED Björn Kuipers |

| 9 de dezembro de 2020 | Internazionale | 0 – 0     | Shakhtar Donetsk | Estádio San Siro, Milão               |
| 21:00                 |                | Relatório |                  | Público: 0 Árbitro: SVN Slavko Vinčić |

### Grupo C
| Pos | Equipe                 | Pts | J | V | E | D | GP | GC | SG  | Classificado                     |  | MCI | POR | OLY | MAR |
| --- | ---------------------- | --- | - | - | - | - | -- | -- | --- | -------------------------------- |  | --- | --- | --- | --- |
| 1   | Manchester City        | 16  | 6 | 5 | 1 | 0 | 13 | 1  | +12 | Classificado às oitavas de final |  | —   | 3–1 | 3–0 | 3–0 |
| 2   | Porto                  | 13  | 6 | 4 | 1 | 1 | 10 | 3  | +7  | Classificado às oitavas de final |  | 0–0 | —   | 2–0 | 3–0 |
| 3   | Olympiacos             | 3   | 6 | 1 | 0 | 5 | 2  | 10 | −8  | Transferido para Liga Europa     |  | 0–1 | 0–2 | —   | 1–0 |
| 4   | Olympique de Marseille | 3   | 6 | 1 | 0 | 5 | 2  | 13 | −11 | Eliminado                        |  | 0–3 | 0–2 | 2–1 | —   |

1. 1 2  Empatado em pontos de confronto direto (3). Gols fora de casa: Olympiacos 1, Marselha 0.

| 21 de outubro de 2020 | Manchester City                              | 3 – 1     | Porto         | City of Manchester Stadium, Manchester   |
| 21:00                 | Agüero 21' (pen) · Gündoğan 65' · Torres 73' | Relatório | Luis Díaz 14' | Público: 0 Árbitro: LVA Andris Treimanis |

| 21 de outubro de 2020 | Olympiacos         | 1 – 0     | Olympique de Marseille | Estádio Karaiskákis, Pireu             |
| 21:00                 | Ahmed Hassan 90+1' | Relatório |                        | Público: 0 Árbitro: ITA Daniele Orsato |

| 27 de outubro de 2020 | Porto                                  | 2 – 0     | Olympiacos | Estádio do Dragão, Porto                   |
| 21:00                 | Fábio Vieira 11' · Sérgio Oliveira 85' | Relatório |            | Público: 2 450 Árbitro: GER Daniel Siebert |

| 27 de outubro de 2020 | Olympique de Marseille | 0 – 3     | Manchester City                          | Stade Vélodrome, Marselha              |
| 21:00                 |                        | Relatório | Torres 18' · Gündoğan 76' · Sterling 81' | Público: 0 Árbitro: GER Tobias Stieler |

| 3 de novembro de 2020 | Manchester City                              | 3 – 0     | Olympiacos | City of Manchester Stadium, Manchester          |
| 21:00                 | Torres 12' · Gabriel Jesus 81' · Cancelo 90' | Relatório |            | Público: 0 Árbitro: ESP Carlos del Cerro Grande |

| 3 de novembro de 2020 | Porto                                                 | 3 – 0     | Olympique de Marseille | Estádio do Dragão, Porto                    |
| 21:00                 | Marega 4' · Sérgio Oliveira 28' (pen) · Luis Díaz 69' | Relatório |                        | Público: 0 Árbitro: ESP Antonio Mateu Lahoz |

| 25 de novembro de 2020 | Olympiacos | 0 – 1     | Manchester City | Estádio Karaiskákis, Pireu           |
| 18:55                  |            | Relatório | Foden 36'       | Público: 0 Árbitro: ITA Davide Massa |

| 25 de novembro de 2020 | Olympique de Marseille | 0 – 2     | Porto                                  | Stade Vélodrome, Marselha              |
| 21:00                  |                        | Relatório | Sanusi 39' · Sérgio Oliveira 72' (pen) | Público: 0 Árbitro: SWE Andreas Ekberg |

| 1 de dezembro de 2020 | Porto | 0 – 0     | Manchester City | Estádio do Dragão, Porto              |
| 21:00                 |       | Relatório |                 | Público: 0 Árbitro: NED Björn Kuipers |

| 1 de dezembro de 2020 | Olympique de Marseille     | 2 – 1     | Olympiacos | Stade Vélodrome, Marselha                 |
| 21:00                 | Payet 55' (pen), 75' (pen) | Relatório | Camara 33' | Público: 0 Árbitro: ESP Jesús Gil Manzano |

| 9 de dezembro de 2020 | Manchester City                             | 3 – 0     | Olympique de Marseille | City of Manchester Stadium, Manchester   |
| 21:00                 | Torres 48' · Agüero 77' · Álvaro 90' (g.c.) | Relatório |                        | Público: 0 Árbitro: TUR Halil Umut Meler |

| 9 de dezembro de 2020 | Olympiacos | 0 – 2     | Porto                        | Estádio Karaiskákis, Pireu          |
| 21:00                 |            | Relatório | Otávio 10' (pen) · Uribe 77' | Público: 0 Árbitro: GER Felix Brych |

### Grupo D
| Pos | Equipe      | Pts | J | V | E | D | GP | GC | SG | Classificado                     |  | LIV | ATA | AJX | MID |
| --- | ----------- | --- | - | - | - | - | -- | -- | -- | -------------------------------- |  | --- | --- | --- | --- |
| 1   | Liverpool   | 13  | 6 | 4 | 1 | 1 | 10 | 3  | +7 | Classificado às oitavas de final |  | —   | 0–2 | 1–0 | 2–0 |
| 2   | Atalanta    | 11  | 6 | 3 | 2 | 1 | 10 | 8  | +2 | Classificado às oitavas de final |  | 0–5 | —   | 2–2 | 1–1 |
| 3   | Ajax        | 7   | 6 | 2 | 1 | 3 | 7  | 7  | 0  | Transferido para Liga Europa     |  | 0–1 | 0–1 | —   | 3–1 |
| 4   | Midtjylland | 2   | 6 | 0 | 2 | 4 | 4  | 13 | −9 | Eliminado                        |  | 1–1 | 0–4 | 1–2 | —   |

| 21 de outubro de 2020 | Ajax | 0 – 1     | Liverpool            | Johan Cruijff Arena, Amsterdã       |
| 21:00                 |      | Relatório | Tagliafico 35' (g.c) | Público: 0 Árbitro: GER Felix Brych |

| 21 de outubro de 2020 | Midtjylland | 0 – 4     | Atalanta                                            | MCH Arena, Herning                          |
| 21:00                 |             | Relatório | Zapata 26' · Gómez 36' · Muriel 42' · Miranchuk 89' | Público: 132 Árbitro: POR Artur Soares Dias |

| 27 de outubro de 2020 | Liverpool                          | 2 – 0     | Midtjylland | Anfield, Liverpool                       |
| 21:00                 | Diogo Jota 55' · Salah 90+3' (pen) | Relatório |             | Público: 0 Árbitro: POL Paweł Raczkowski |

| 27 de outubro de 2020 | Atalanta        | 2 – 2     | Ajax                         | Estádio Atleti Azzurri d'Italia, Bérgamo |
| 21:00                 | Zapata 54', 60' | Relatório | Tadić 30' (pen) · Traoré 38' | Público: 0 Árbitro: SVN Damir Skomina    |

| 3 de novembro de 2020 | Midtjylland | 1 – 2     | Ajax                  | MCH Arena, Herning                     |
| 21:00                 | Dreyer 18'  | Relatório | Antony 1' · Tadić 13' | Público: 132 Árbitro: SCO Bobby Madden |

| 3 de novembro de 2020 | Atalanta | 0 – 5     | Liverpool                                       | Estádio Atleti Azzurri d'Italia, Bérgamo |
| 21:00                 |          | Relatório | Diogo Jota 16', 33', 54' · Salah 47' · Mané 49' | Público: 0 Árbitro: ROU Ovidiu Hațegan   |

| 25 de novembro de 2020 | Liverpool | 0 – 2     | Atalanta                | Anfield, Liverpool                              |
| 21:00                  |           | Relatório | Iličić 60' · Gosens 64' | Público: 0 Árbitro: ESP Carlos del Cerro Grande |

| 25 de novembro de 2020 | Ajax                                       | 3 – 1     | Midtjylland     | Johan Cruijff Arena, Amsterdã          |
| 21:00                  | Gravenberch 47' · Mazraoui 49' · Neres 66' | Relatório | Mabil 80' (pen) | Público: 0 Árbitro: RUS Sergei Karasev |

| 1 de dezembro de 2020 | Liverpool | 1 – 0     | Ajax | Anfield, Liverpool                     |
| 21:00                 | Jones 58' | Relatório |      | Público: 0 Árbitro: GER Tobias Stieler |

| 1 de dezembro de 2020 | Atalanta   | 1 – 1     | Midtjylland | Estádio Atleti Azzurri d'Italia, Bérgamo        |
| 21:00                 | Romero 79' | Relatório | Scholz 13'  | Público: 0 Árbitro: GRE Anastasios Sidiropoulos |

| 9 de dezembro de 2020 | Ajax | 0 – 1     | Atalanta   | Johan Cruijff Arena, Amsterdã                   |
| 21:00                 |      | Relatório | Muriel 85' | Público: 0 Árbitro: ESP Carlos del Cerro Grande |

| 9 de dezembro de 2020 | Midtjylland      | 1 – 1     | Liverpool | MCH Arena, Herning                          |
| 21:00                 | Scholz 62' (pen) | Relatório | Salah 1'  | Público: 147 Árbitro: FRA François Letexier |

### Grupo E
| Pos | Equipe    | Pts | J | V | E | D | GP | GC | SG  | Classificado                     |  | CHE | SEV | KRA | REN |
| --- | --------- | --- | - | - | - | - | -- | -- | --- | -------------------------------- |  | --- | --- | --- | --- |
| 1   | Chelsea   | 14  | 6 | 4 | 2 | 0 | 14 | 2  | +12 | Classificado às oitavas de final |  | —   | 0–0 | 1–1 | 3–0 |
| 2   | Sevilla   | 13  | 6 | 4 | 1 | 1 | 9  | 8  | +1  | Classificado às oitavas de final |  | 0–4 | —   | 3–2 | 1–0 |
| 3   | Krasnodar | 5   | 6 | 1 | 2 | 3 | 6  | 11 | −5  | Transferido para Liga Europa     |  | 0–4 | 1–2 | —   | 1–0 |
| 4   | Rennes    | 1   | 6 | 0 | 1 | 5 | 3  | 11 | −8  | Eliminado                        |  | 1–2 | 1–3 | 1–1 | —   |

| 20 de outubro de 2020 | Chelsea | 0 – 0     | Sevilla | Stamford Bridge, Londres             |
| 21:00                 |         | Relatório |         | Público: 0 Árbitro: ITA Davide Massa |

| 20 de outubro de 2020 | Rennes             | 1 – 1     | Krasnodar   | Roazhon Park, Rennes                                |
| 21:00                 | Guirassy 56' (pen) | Relatório | Ramírez 59' | Público: 4 973 Árbitro: GRE Anastasios Sidiropoulos |

| 28 de outubro de 2020 | Krasnodar | 0 – 4     | Chelsea                                                       | Estádio Krasnodar, Krasnodar               |
| 18:55                 |           | Relatório | Hudson-Odoi 37' · Werner 76' (pen) · Ziyech 79' · Pulisic 90' | Público: 10 544 Árbitro: TUR Ali Palabıyık |

| 28 de outubro de 2020 | Sevilla     | 1 – 0     | Rennes | Estádio Ramón Sánchez Pizjuán, Sevilha |
| 21:00                 | de Jong 56' | Relatório |        | Público: 0 Árbitro: TUR Cüneyt Çakır   |

| 4 de novembro de 2020 | Sevilla                          | 3 – 2     | Krasnodar                       | Estádio Ramón Sánchez Pizjuán, Sevilha |
| 21:00                 | Rakitić 42' · En-Nesyri 69', 72' | Relatório | Suleymanov 17' · Berg 21' (pen) | Público: 0 Árbitro: GER Felix Brych    |

| 4 de novembro de 2020 | Chelsea                                   | 3 – 0     | Rennes | Stamford Bridge, Londres             |
| 21:00                 | Werner 10' (pen), 41' (pen) · Abraham 50' | Relatório |        | Público: 0 Árbitro: GER Felix Zwayer |

| 24 de novembro de 2020 | Krasnodar     | 1 – 2     | Sevilla                  | Estádio Krasnodar, Krasnodar             |
| 18:55                  | Wanderson 56' | Relatório | Rakitić 4' · Munir 90+5' | Público: 10 554 Árbitro: ITA Marco Guida |

| 24 de novembro de 2020 | Rennes       | 1 – 2     | Chelsea                        | Roazhon Park, Rennes                  |
| 18:55                  | Guirassy 85' | Relatório | Hudson-Odoi 22' · Giroud 90+1' | Público: 0 Árbitro: NED Björn Kuipers |

| 2 de dezembro de 2020 | Krasnodar | 1 – 0     | Rennes | Estádio Krasnodar, Krasnodar               |
| 18:55                 | Berg 71'  | Relatório |        | Público: 8 747 Árbitro: SCO William Collum |

| 2 de dezembro de 2020 | Sevilla | 0 – 4     | Chelsea                        | Estádio Ramón Sánchez Pizjuán, Sevilha    |
| 21:00                 |         | Relatório | Giroud 8', 54', 74', 83' (pen) | Público: 0 Árbitro: POR Artur Soares Dias |

| 8 de dezembro de 2020 | Chelsea            | 1 – 1     | Krasnodar   | Stamford Bridge, Londres                   |
| 21:00                 | Jorginho 28' (pen) | Relatório | Cabella 24' | Público: 2 000 Árbitro: CZE Pavel Královec |

| 8 de dezembro de 2020 | Rennes           | 1 – 3     | Sevilla                           | Roazhon Park, Rennes                       |
| 21:00                 | Rutter 86' (pen) | Relatório | Koundé 32' · En-Nesyri 45+2', 81' | Público: 0 Árbitro: POL Bartosz Frankowski |

### Grupo F
| Pos | Equipe            | Pts | J | V | E | D | GP | GC | SG | Classificado                     |  | DOR | LAZ | BRU | ZEN |
| --- | ----------------- | --- | - | - | - | - | -- | -- | -- | -------------------------------- |  | --- | --- | --- | --- |
| 1   | Borussia Dortmund | 13  | 6 | 4 | 1 | 1 | 12 | 5  | +7 | Classificado às oitavas de final |  | —   | 1–1 | 3–0 | 2–0 |
| 2   | Lazio             | 10  | 6 | 2 | 4 | 0 | 11 | 7  | +4 | Classificado às oitavas de final |  | 3–1 | —   | 2–2 | 3–1 |
| 3   | Brugge            | 8   | 6 | 2 | 2 | 2 | 8  | 10 | −2 | Transferido para Liga Europa     |  | 0–3 | 1–1 | —   | 3–0 |
| 4   | Zenit             | 1   | 6 | 0 | 1 | 5 | 4  | 13 | −9 | Eliminado                        |  | 1–2 | 1–1 | 1–2 | —   |

| 20 de outubro de 2020 | Zenit              | 1 – 2     | Brugge                          | Estádio Krestovsky, São Petersburgo         |
| 18:55                 | Horvath 74' (g.c.) | Relatório | Dennis 63' · De Ketelaere 90+3' | Público: 16 682 Árbitro: FRA Benoît Bastien |

| 20 de outubro de 2020 | Lazio                                          | 3 – 1     | Borussia Dortmund | Estádio Olímpico, Roma                     |
| 21:00                 | Immobile 6' · Hitz 23' (g.c.) · Akpa-Akpro 76' | Relatório | Håland 71'        | Público: 1 000 Árbitro: FRA Clément Turpin |

| 28 de outubro de 2020 | Borussia Dortmund               | 2 – 0     | Zenit | Signal Iduna Park, Dortmund           |
| 21:00                 | Sancho 78' (pen) · Håland 90+1' | Relatório |       | Público: 0 Árbitro: NED Björn Kuipers |

| 28 de outubro de 2020 | Brugge            | 1 – 1     | Lazio      | Estádio Jan Breydel, Bruges            |
| 21:00                 | Vanaken 42' (pen) | Relatório | Correa 14' | Público: 0 Árbitro: ENG Anthony Taylor |

| 4 de novembro de 2020 | Zenit        | 1 – 1     | Lazio       | Estádio Krestovsky, São Petersburgo            |
| 18:55                 | Yerokhin 32' | Relatório | Caicedo 82' | Público: 17 427 Árbitro: POR Artur Soares Dias |

| 4 de novembro de 2020 | Brugge | 0 – 3     | Borussia Dortmund            | Estádio Jan Breydel, Bruges           |
| 21:00                 |        | Relatório | Hazard 14' · Håland 18', 32' | Público: 0 Árbitro: SVN Damir Skomina |

| 24 de novembro de 2020 | Borussia Dortmund              | 3 – 0     | Brugge | Signal Iduna Park, Dortmund           |
| 21:00                  | Håland 18', 60' · Sancho 45+1' | Relatório |        | Público: 0 Árbitro: SVK Ivan Kružliak |

| 24 de novembro de 2020 | Lazio                               | 3 – 1     | Zenit      | Estádio Olímpico, Roma                 |
| 21:00                  | Immobile 3', 55' (pen) · Parolo 22' | Relatório | Dzyuba 25' | Público: 0 Árbitro: ENG Michael Oliver |

| 2 de dezembro de 2020 | Borussia Dortmund | 1 – 1     | Lazio              | Signal Iduna Park, Dortmund                 |
| 21:00                 | Guerreiro 44'     | Relatório | Immobile 67' (pen) | Público: 0 Árbitro: ESP Antonio Mateu Lahoz |

| 2 de dezembro de 2020 | Brugge                                          | 3 – 0     | Zenit | Estádio Jan Breydel, Bruges              |
| 21:00                 | De Ketelaere 33' · Vanaken 58' (pen) · Lang 73' | Relatório |       | Público: 0 Árbitro: NED Serdar Gözübüyük |

| 8 de dezembro de 2020 | Zenit       | 1 – 2     | Borussia Dortmund         | Estádio Krestovsky, São Petersburgo        |
| 18:55                 | Driussi 16' | Relatório | Piszczek 68' · Witsel 78' | Público: 10 860 Árbitro: ROU István Kovács |

| 8 de dezembro de 2020 | Lazio                           | 2 – 2     | Brugge                   | Estádio Olímpico, Roma               |
| 18:55                 | Correa 12' · Immobile 27' (pen) | Relatório | Vormer 15' · Vanaken 76' | Público: 0 Árbitro: TUR Cüneyt Çakır |

### Grupo G
| Pos | Equipe         | Pts | J | V | E | D | GP | GC | SG  | Classificado                     |  | JUV | BAR | DKV | FER |
| --- | -------------- | --- | - | - | - | - | -- | -- | --- | -------------------------------- |  | --- | --- | --- | --- |
| 1   | Juventus       | 15  | 6 | 5 | 0 | 1 | 14 | 4  | +10 | Classificado às oitavas de final |  | —   | 0–2 | 3–0 | 2–1 |
| 2   | Barcelona      | 15  | 6 | 5 | 0 | 1 | 16 | 5  | +11 | Classificado às oitavas de final |  | 0–3 | —   | 2–1 | 5–1 |
| 3   | Dínamo de Kiev | 4   | 6 | 1 | 1 | 4 | 4  | 13 | −9  | Transferido para Liga Europa     |  | 0–2 | 0–4 | —   | 1–0 |
| 4   | Ferencváros    | 1   | 6 | 0 | 1 | 5 | 5  | 17 | −12 | Eliminado                        |  | 1–4 | 0–3 | 2–2 | —   |

1. 1 2  Empatado no confronto direto (3). Diferença de gols no confronto direto: Juventus +1, Barcelona –1.

| 20 de outubro de 2020 | Dínamo de Kiev | 0 – 2     | Juventus        | Estádio Olímpico, Kiev                      |
| 18:55                 |                | Relatório | Morata 46', 84' | Público: 14 850 Árbitro: ROU Ovidiu Hațegan |

| 20 de outubro de 2020 | Barcelona                                                                    | 5 – 1     | Ferencváros        | Camp Nou, Barcelona                    |
| 21:00                 | Messi 27' (pen) · Fati 42' · Philippe Coutinho 52' · Pedri 82' · Dembélé 89' | Relatório | Kharatin 70' (pen) | Público: 0 Árbitro: SUI Sandro Schärer |

| 28 de outubro de 2020 | Juventus | 0 – 2     | Barcelona                       | Juventus Stadium, Turim                |
| 21:00                 |          | Relatório | Dembélé 14' · Messi 90+1' (pen) | Público: 0 Árbitro: NED Danny Makkelie |

| 28 de outubro de 2020 | Ferencváros          | 2 – 2     | Dínamo de Kiev                    | Groupama Arena, Budapeste                 |
| 21:00                 | Nguen 59' · Boli 90' | Relatório | Tsyhankov 28' (pen) · de Pena 41' | Público: 6 171 Árbitro: SVK Ivan Kružliak |

| 4 de novembro de 2020 | Barcelona                  | 2 – 1     | Dínamo de Kiev | Camp Nou, Barcelona                    |
| 21:00                 | Messi 5' (pen) · Piqué 65' | Relatório | Tsyhankov 75'  | Público: 0 Árbitro: ENG Michael Oliver |

| 4 de novembro de 2020 | Ferencváros | 1 – 4     | Juventus                                       | Puskás Aréna, Budapeste                    |
| 21:00                 | Boli 90'    | Relatório | Morata 7', 60' · Dybala 73' · Dvali 81' (g.c.) | Público: 18 531 Árbitro: ISR Orel Grinfeld |

| 24 de novembro de 2020 | Juventus                             | 2 – 1     | Ferencváros | Juventus Stadium, Turim                |
| 21:00                  | Cristiano Ronaldo 35' · Morata 90+2' | Relatório | Uzuni 19'   | Público: 0 Árbitro: GER Daniel Siebert |

| 24 de novembro de 2020 | Dínamo de Kiev | 0 – 4     | Barcelona                                               | Estádio Olímpico, Kiev            |
| 21:00                  |                | Relatório | Dest 52' · Braithwaite 57', 70' (pen) · Griezmann 90+2' | Público: 0 Árbitro: SVN Matej Jug |

| 2 de dezembro de 2020 | Juventus                                        | 3 – 0     | Dínamo de Kiev | Juventus Stadium, Turim                    |
| 21:00                 | Chiesa 21' · Cristiano Ronaldo 57' · Morata 66' | Relatório |                | Público: 0 Árbitro: FRA Stéphanie Frappart |

| 2 de dezembro de 2020 | Ferencváros | 0 – 3     | Barcelona                                           | Puskás Aréna, Budapeste                  |
| 21:00                 |             | Relatório | Griezmann 14' · Braithwaite 21' · Dembélé 28' (pen) | Público: 0 Árbitro: BLR Aleksei Kulbakov |

| 8 de dezembro de 2020 | Barcelona | 0 – 3     | Juventus                                    | Camp Nou, Barcelona                    |
| 21:00                 |           | Relatório | Ronaldo 13' (pen), 52' (pen) · McKennie 20' | Público: 0 Árbitro: GER Tobias Stieler |

| 8 de dezembro de 2020 | Dínamo de Kiev | 1 – 0     | Ferencváros | Estádio Olímpico, Kiev                 |
| 21:00                 | Popov 60'      | Relatório |             | Público: 0 Árbitro: SWE Andreas Ekberg |

### Grupo H
| Pos | Equipe              | Pts | J | V | E | D | GP | GC | SG  | Classificado                     |  | PAR | RBL | MUN | IBFK |
| --- | ------------------- | --- | - | - | - | - | -- | -- | --- | -------------------------------- |  | --- | --- | --- | ---- |
| 1   | Paris Saint-Germain | 12  | 6 | 4 | 0 | 2 | 13 | 6  | +7  | Classificado às oitavas de final |  | —   | 1–0 | 1–2 | 5–1  |
| 2   | RB Leipzig          | 12  | 6 | 4 | 0 | 2 | 11 | 12 | −1  | Classificado às oitavas de final |  | 2–1 | —   | 3–2 | 2–0  |
| 3   | Manchester United   | 9   | 6 | 3 | 0 | 3 | 15 | 10 | +5  | Transferido para Liga Europa     |  | 1–3 | 5–0 | —   | 4–1  |
| 4   | İstanbul Başakşehir | 3   | 6 | 1 | 0 | 5 | 7  | 18 | −11 | Eliminado                        |  | 0–2 | 3–4 | 2–1 | —    |

1. 1 2  Empatado no confronto direto (3). Gols fora de casa no confronto direto: Paris Saint-Germain 1, RB Leipzig 0.

| 20 de outubro de 2020 | Paris Saint-Germain | 1 – 2     | Manchester United                        | Parc des Princes, Paris                     |
| 21:00                 | Martial 55' (g.c.)  | Relatório | Bruno Fernandes 23' (pen) · Rashford 87' | Público: 0 Árbitro: ESP Antonio Mateu Lahoz |

| 20 de outubro de 2020 | RB Leipzig        | 2 – 0     | İstanbul Başakşehir | Red Bull Arena, Leipzig                     |
| 21:00                 | Angeliño 16', 20' | Relatório |                     | Público: 999 Árbitro: ESP Jesús Gil Manzano |

| 28 de outubro de 2020 | İstanbul Başakşehir | 0 – 2     | Paris Saint-Germain | Başakşehir Fatih Terim Stadium, Istambul |
| 18:55                 |                     | Relatório | Kean 64', 79'       | Público: 350 Árbitro: SWE Andreas Ekberg |

| 28 de outubro de 2020 | Manchester United                                            | 5 – 0     | RB Leipzig | Old Trafford, Manchester            |
| 21:00                 | Greenwood 21' · Rashford 74', 78', 90+2' · Martial 87' (pen) | Relatório |            | Público: 577 Árbitro: SVN Matej Jug |

| 4 de novembro de 2020 | İstanbul Başakşehir | 2 – 1     | Manchester United | Başakşehir Fatih Terim Stadium, Istambul |
| 18:55                 | Ba 13' · Višća 40'  | Relatório | Martial 43'       | Público: 350 Árbitro: ITA Davide Massa   |

| 4 de novembro de 2020 | RB Leipzig                      | 2 – 1     | Paris Saint-Germain | Red Bull Arena, Leipzig                  |
| 21:00                 | Nkunku 42' · Forsberg 57' (pen) | Relatório | Di María 6'         | Público: 0 Árbitro: POL Szymon Marciniak |

| 24 de novembro de 2020 | Paris Saint-Germain | 1 – 0     | RB Leipzig | Parc des Princes, Paris                |
| 21:00                  | Neymar 11' (pen)    | Relatório |            | Público: 0 Árbitro: NED Danny Makkelie |

| 24 de novembro de 2020 | Manchester United                                          | 4 – 1     | İstanbul Başakşehir | Old Trafford, Manchester                 |
| 21:00                  | Bruno Fernandes 7', 19' · Rashford 35' (pen) · James 90+2' | Relatório | Türüç 75'           | Público: 545 Árbitro: ROU Ovidiu Hațegan |

| 2 de dezembro de 2020 | İstanbul Başakşehir     | 3 – 4     | RB Leipzig                                           | Başakşehir Fatih Terim Stadium, Istambul        |
| 18:55                 | Kahveci 45+3', 72', 85' | Relatório | Poulsen 26' · Mukiele 43' · Olmo 66' · Sørloth 90+2' | Público: 0 Árbitro: ESP Carlos del Cerro Grande |

| 2 de dezembro de 2020 | Manchester United | 1 – 3     | Paris Saint-Germain               | Old Trafford, Manchester                 |
| 21:00                 | Rashford 32'      | Relatório | Neymar 6', 90+1' · Marquinhos 69' | Público: 638 Árbitro: ITA Daniele Orsato |

| 8 de dezembro de 2020 | RB Leipzig                               | 3 – 2     | Manchester United                             | Red Bull Arena, Leipzig                     |
| 21:00                 | Angeliño 2' · Haidara 13' · Kluivert 69' | Relatório | Bruno Fernandes 80' (pen) · Konaté 82' (g.c.) | Público: 0 Árbitro: ESP Antonio Mateu Lahoz |

| 9 de dezembro de 2020 | Paris Saint-Germain                          | 5 – 1     | İstanbul Başakşehir | Parc des Princes, Paris                                     |
| 18:55                 | Neymar 21', 38', 50' · Mbappé 42' (pen), 62' | Relatório | Topal 57'           | Público: 0 Árbitro: ROU Ovidiu Hațegan e NED Danny Makkelie |